# Francesca Reale
Francesca Luisa Reale (Los Angeles, 23 agosto 1994) è un'attrice statunitense.

## Biografia
Francesca Reale è nata il 23 agosto 1994 a Los Angeles, dove è cresciuta assieme alla sua famiglia. Fin da piccola sognava di fare l'attrice, prendendo come fonte d'ispirazione Audrey Hepburn. Dopo essersi diplomata al liceo, si è trasferita a New York, dove ha frequentato l'Università di New York e il Lee Strasberg Theatre and Film Institute. Nel 2012, ha vinto un National Youth Arts Award per la migliore coreografia giovanile per il suo lavoro in Bordan vi Haller.

### Carriera
Ha iniziato a recitare nel 2013 nel cortometraggio The Furies of War. Dal 2016 al 2017, ha recitato nella serie originale di Netflix, Haters Back Off, nella quale interpreta Emily, la sorella di Miranda. Nel 2016, ha interpretato Gabriella Moretti nella serie televisiva Blue Bloods.
Nel 2019, è stata Heather Holloway, una bagnina della Hawkins Pool, nella terza stagione di Stranger Things. Nello stesso anno, recita assieme a Natalia Dyer, una delle protagoniste della serie già citata, nella commedia Yes, God, Yes.

## Filmografia

### Attrice

#### Cinema
- Yes, God, Yes, regia di Karen Maine (2019)
- Dating and New York, regia di Jonah Feingold (2021)
- Do Revenge, regia di Jennifer Kaytin Robinson (2022)
- Parachute, regia di Brittany Snow (2023)
- Musica (Música), regia di Rudy Mancuso (2024)

#### Televisione
- Blue Bloods - serie TV, episodio 6x20 (2016)
- Haters Back Off - serie TV, 16 episodi (2016-2017)
- Stranger Things - serie TV, 6 episodi (2019)
- Wireless - serie TV, 7 episodi (2020)

#### Cortometraggi
- The Furies of War, regia di John Berardo (2013)
- Goodbye Charm City, regia di Christian Jordan Grier (2015)
- Paradise by the Dashboard Light, regia di Alyssa Rallo Bennett (2016)
- Cabin, regia di Brendan H. Banks (2017)
- The Last Line, regia di Renee Mao (2018)

### Doppiatrice
- Entergalactic, regia di Fletcher Moules (2022)
- Strange World - Un mondo misterioso (Strange World), regia di Don Hall (2022)

### Produttrice
- Dating and New York, regia di Joanh Feingold (2021)

## Riconoscimenti
- Screen Actors Guild Award
  - 2020 – Candidatura al miglior cast in una serie drammatica per Stranger Things

## Doppiatrici italiane
Nelle versioni in italiano dei suoi film, Francesca Reale è stata doppiata da:
- Francesca Tretto in Haters Back Off
- Isabella Benassi in Stranger Things
- Vittoria Bartolomei in Strange World - Un mondo misterioso